# Sağırtaş, Ağrı
Sağırtaş là một xã thuộc thành phố Ağrı, tỉnh Ağrı, Thổ Nhĩ Kỳ. Dân số thời điểm năm 2011 là 100 người.